# Charlie Gillett
Charles Thomas Gillett, detto Charlie (Morecambe, 20 febbraio 1942 – 17 marzo 2010), è stato un musicologo, conduttore radiofonico e produttore discografico britannico, conosciuto soprattutto per i suoi studi sulla musica rock e sulla world music.

## Biografia
Nel 1970 pubblica The Sound of the City: The Rise of Rock and Roll. Il libro, che partiva dalla sua tesi di laurea alla Columbia University di New York, è stato poi considerato come uno dei contributi fondamentali all'evoluzione della storia del Rock and roll.
Nel 1975 pubblicò la storia della Atlantic Records nel suo Making Tracks, per poi pubblicare Rock File con Simon Frith.
Ha lavorato a lungo per la BBC Radio ed è stato il primo disc jockey a trasmettere demo dei Dire Straits, di Elvis Costello e di Graham Parker.

## Opere
- The Sound of the City: The Rise of Rock and Roll (1970)
- Rock File numeri 1-4 (con Simon Frith, 1972-1976)
- Making Tracks: Atlantic Records and the Making of a Multi-billion-dollar Industry (1974)